# Centerfield (Utah)
Centerfield es una localidad del condado de Sanpete, estado de Utah, Estados Unidos. Según el censo de 2000, la población era de 1.048 habitantes.

## Geografía
Centerfield se encuentra en las coordenadas 39°7′32″N 111°49′5″O / 39.12556, -111.81806.
Según la oficina del censo de Estados Unidos, la población tiene un área total de 4,7 km². No tiene superficie cubierta de agua.

## Demografía
Según el censo de 2000, había 1.048 habitantes, 310 casas y 252 familias residían en la localidad. La densidad de población era 224,8 habitantes/km². Había 343 unidades de alojamiento con una densidad media de 73,6 unidades/km².
La máscara racial de la ciudad era 92,94% blanco, 0,86% indio americano, 0,10% asiático, 4,87% de otras razas y 1,24% de dos o más razas. Los hispanos o latinos de cualquier raza eran el 8,49% de la población.
Había 310 casas, de las cuales el 51,3% tenía niños menores de 18 años, el 68,1% eran matrimonios, el 10,0% tenía un cabeza de familia femenino sin marido, y el 18,4% no eran familia. El 17,4% de todas las casas tenían un único residente y el 9,4% tenía sólo residentes mayores de 65 años. El promedio de habitantes por hogar era de 3,38 y el tamaño medio de familia era de 3,83.
El 39,7% de los residentes era menor de 18 años, el 10,5% tenía edades entre los 18 y 24 años, el 23,6% entre los 25 y 44, el 17,9% entre los 45 y 64, y el 8,3% tenía 65 años o más. La media de edad era 25 años. Por cada 100 mujeres había 103,9 hombres. Por cada 100 mujeres de 18 años o más, había 96,9 hombres.

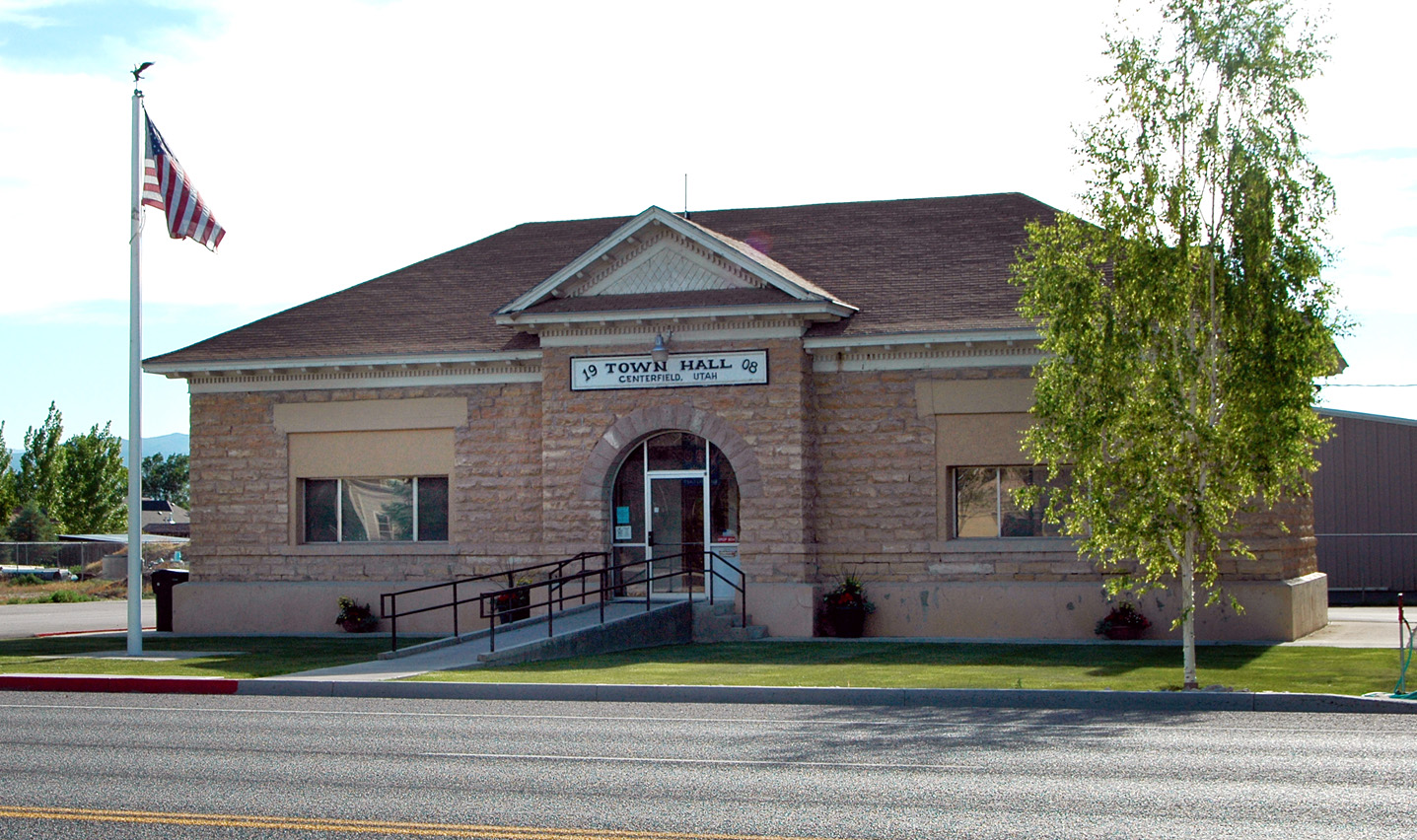
Ayuntamiento de Centerfield, Utah.

El ingreso medio por casa en la ciudad era de 35.357$, y el ingreso medio para una familia era de 38.462$. Los hombres tenían un ingreso medio de 30.795$ contra 17.917$ de las mujeres. Los ingresos per cápita para la ciudad eran de 12.270$. Aproximadamente el 15,2% de las familias y el 16,7% de la población estaban por debajo del nivel de pobreza, incluyendo el 19,1% de menores de 18 años y el 16,9% de mayores de 65.
- Datos: Q482795
- Multimedia: Centerfield, Utah / Q482795

1. ↑  Zip Data Maps, código ZIP n.º 84622.